# Dark Horse (TV-serie)
Dark Horse är en dansk dramaserie skapad av Sara Isabella Jønsson Vedde som även skrivit seriens manus tillsammans med Mie Skjoldemose. Seriens första säsong består av sex avsnitt. Serien hade dansk premiär den 21 januari 2024.

## Handling
Serien kretsar kring 17-åriga Anna och hennes mamma, Eva, som flyttar från Kina till en liten stad på den danska landsbygden.

## Rollista
| Josephine Højbjerg       | – Anna          |
| Birgitte Hjort Sørensen  | – Eva           |
| Nina Terese Rask         | – Oliva         |
| Mads Rømer               | – Christian     |
| Viktor Hjelmsø           | – Carl          |
| Rebekka Trier Kær        | – Camille       |
| Bathsheba Oghomi-Hansen  | – Paloma        |
| Clint Gyamfi             | – Eddie         |
| Sylvester Engelhardt     | – Louis         |
| Youssef Wayne Hvidtfeldt | – Johan         |
| Kasper Løfvall Stensbirk | – Andreas       |
| Mira Elisa Obling        | – Clara         |
| Marie Knudsen Fogh       | – spanskalärare |
| René Tianen Chen         | – Mei-Chen      |
| Iben Dorner              | – Vibe          |
| Morten Burian            | – Lars          |
| Adam Ild Rohweder        | – rektor Niels  |
| Svend Colding            | – Chrelle       |
| Solvej Sonne Horn        | – Mia           |
| Lena Bondeson            | – Stine         |
| Joen Højerslev           | – Carls far     |
| Troels Thorsen           | – Steen         |
| Theresa Lange Olesen     | – sjuksköterska |
| Dennis Salby             | – Morten        |
| Jonas Grum               | – Kasper        |
| Vibeke Hastrup           | – Charlotte     |